# Juxtlahuaca

Juxtlahuaca a siedziby Olmeków w okresie formatywnym

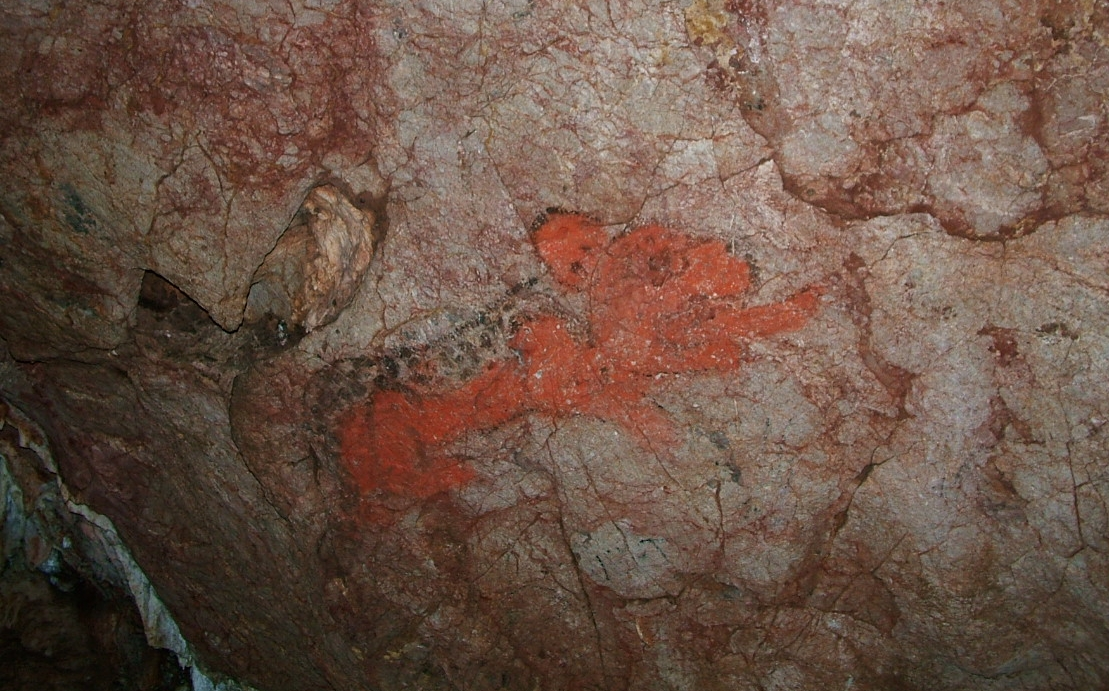
Czerwony jaguar

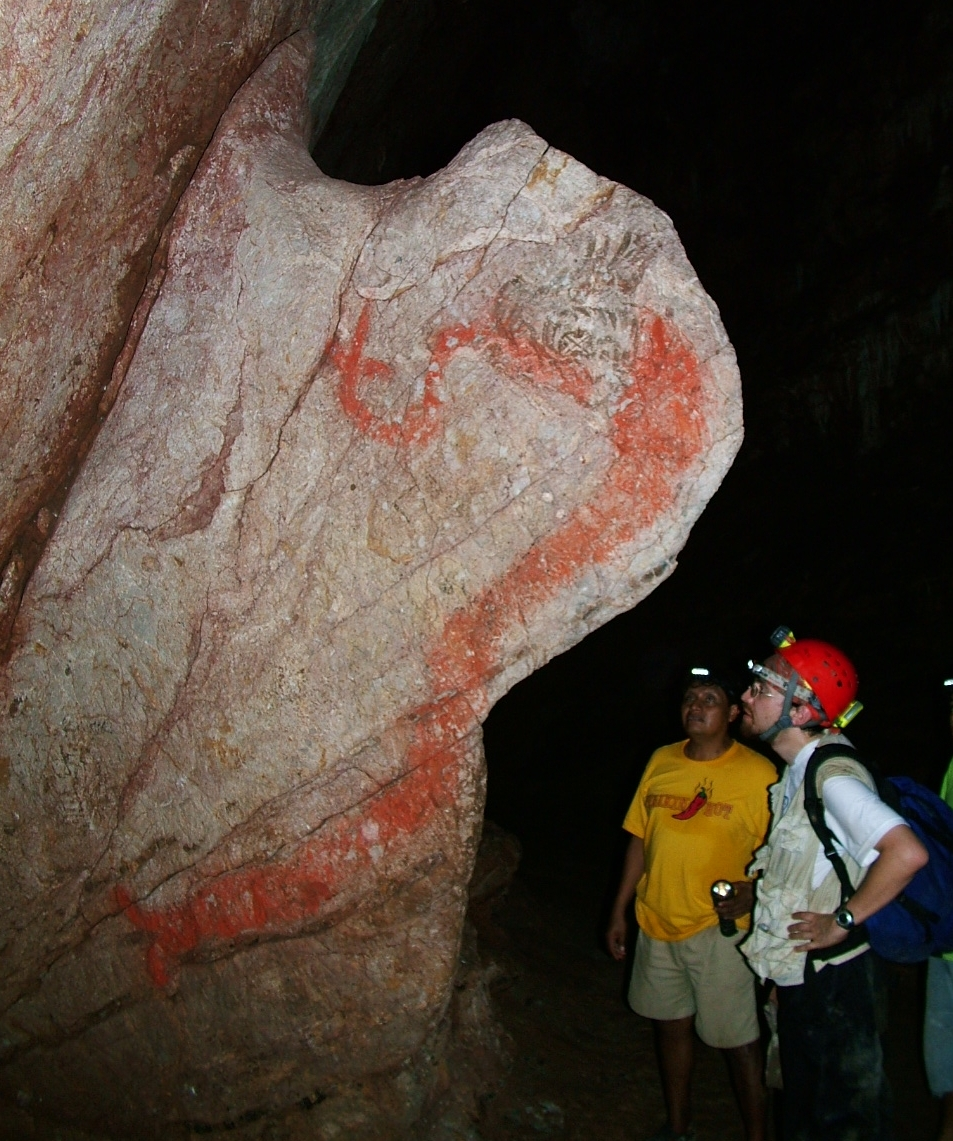
Pierzasty wąż

Juxtlahuaca – jaskinia położona w stanie Guerrero w południowo-zachodnim Meksyku. Podobnie jak niedaleka jaskinia Oxtotitlán zawiera naskalne malowidła kultury olmeckiej, które są najstarszymi znanymi przykładami tego rodzaju sztuki w Mezoameryce.
Jaskinia znajduje się ok. 45 km na południowy wschód od Chilpancingo de los Bravo, stolicy stanu Guerrero. Długość jej korytarzy wynosi ok. 5 km. Malowidła znajdują się 1,3 km pod powierzchnią ziemi. Dostęp do nich jest utrudniony z uwagi na częściowo zalane korytarze.
Malowidła znane są od lat 20. XX wieku, jednak pierwsze profesjonalne badania przeprowadzili na początku lat 60. Gillett Griffin z Uniwersytetu Princeton i Carlo T.E. Gay. Archeolog Michael D. Coe oszacował czas ich powstania na wczesny okres preklasyczny (1200-900 p.n.e.). Sama jaskinia prawdopodobnie nie była powiązana z żadnym dużym miastem tamtego okresu.
Wśród wszystkich malowideł najbardziej znane przedstawia brodatego człowieka w długiej czarnej pelerynie i wyszukanym nakryciu głowy. Jego ręce oraz nogi pokryte są skórą jaguara. Postać w prawej ręce trzyma trójząb, a w lewej węża lub pofalowany przedmiot. Przed nim znajduje się znacznie mniejsza postać w pozycji siedzącej. Malowidło ma dwa metry wysokości i jest jednym z nielicznych przykładów w ikonografii olmeckiej przedstawiającej dominację jednego człowieka nad drugim. Niektórzy badacze sądzą, że jest to scena składania ofiar z ludzi.
Innym szczególne malowidło przedstawia węża z zielonymi piórami, w pobliżu którego znajduje się czerwony jaguar z dużymi uszami oraz oczami, które nadają mu jowialny wygląd.
Położenie jaskini podnosi trudne do rozwiązania kwestie, zwłaszcza te związane z rozwojem kultury Olmeków. Przez długi czas uważano bowiem, że Olmekowie byli grupą etniczną, której centrum znajdowało się nad Zatoką Meksykańską w południowo-zachodnim Meksyku. Tymczasem sama jaskinia znajduje się setki kilometrów na zachód od głównych olmeckich ośrodków.